# كيباريه
كيباريه ((بالتركية: Kibariye)‏) (مواليد 10 أغسطس 1960) هي مغنية وممثلة تركية بدأت مشوارها الفني سنة 1974. مختصة بموسيقى بوب الأرابيسك.

## روابط خارجية
- كيباريه على موقع IMDb (الإنجليزية)
- كيباريه على موقع ميوزك برينز (الإنجليزية)
- كيباريه على موقع ديسكوغز (الإنجليزية)
- كيباريه على موقع قاعدة بيانات الفيلم (الإنجليزية)